# 蕃神 (クトゥルフ神話)
蕃神（ばんしん、異形の神々、The Other Gods）は、架空の創作神話であるクトゥルフ神話の用語。『The Other Gods』の邦訳語であり、一般名詞の蕃神に準じた用語である。複数あるので個別に解説する。
ダンセイニ卿の創作神話であるペガーナ神話にインスパイアされて作られた。

## H・P・ラヴクラフトの小説作品『蕃神』『異形の神々』
1921年8月14日に書き上げられ、同人誌「ファンタジー・ファン」1933年11月号に発表された。ラヴクラフトの没後、『ウィアード・テイルズ』1938年10月号に掲載される。ボリュームは創元推理文庫版で8ページの短編である。
ドリームランドを舞台とする作品であり、邦訳が複数ある。「ナコト写本」とアタルはそれぞれ、過去のドリームランド作品『ポラリス』『ウルタールの猫』に関連する。
文庫全集の邦訳を務めた大瀧啓裕は、作品解題にて「人間に見られることを潔しとせずに在所をかえていく神々と、その姿をうかがわんとする大胆な賢人の交わるところ、てきめんに神の怒りがくだらずにはおかない道理を描いた本篇は、たちどころにプシュケーとエロスの物語や、エデンの園からの追放、青髭の話を連想させ、先のシュワイツァーが教訓を引き出していないのが不思議に思われるほどだが、それほどまでに本篇の寓話としての結構が整っているということなのだろう。ラヴクラフト自身はこうした一連のダンセイニ風掌編を「疑似民話」（1931年6月15日付J・ヴァーナン・シェイ宛書簡）と捉えていたことを申しそえておく」と解説している。
蕃神の具体的な姿は描写されない。

### あらすじ
ハテグ＝クラ山には、かつて神族が住んでいた。彼らはカダスへと移住したが、今でも月の輝く夜になると、雲の船に乗り戻ってきて宴を催すという。
賢人バルザイは、神々の顔を目にしたいという思いを募らせていた。バルザイは己の知識と力で以て、迷信をはねのけ、神々の怒りから身を守れるとすら思うようになる。そして遂に、神々が訪れるはずの夜、弟子アタルを伴い登頂に臨む。バルザイは若いアタルを易々と取り残し、山頂に迫る。
月蝕の中、バルザイは大地の神々の姿を見ることに成功し、歓喜する。しかし次の瞬間、蕃神が来たことを知り、絶望におののく。下のアタルに対して「見たら死ぬ」「見てはならぬ。引き返せ」と叫ぶ。蕃神は容赦なく神罰をくだし、バルザイを空へと連れ去る。雷鳴がとどろき、月蝕が晴れ、アタルは大地の神々も蕃神も目にすることなく、ただ一人山を下りる。
アタルと村の者たちがバルザイを捜索したが、発見されることはなかった。また山頂の石には、50キュービット（23メートル）にもおよぶ巨大な印、『ナコト写本』の魔術記号が刻まれていた。もはや誰もハテグ＝クラ山を登ろうとする人間はいなくなり、カダスから戻ってきた神々は安心して舞い踊る。

### 主な登場人物・用語
- 賢人バルザイ - 書物から大地の神々について詳しく知り、己の目で見たいと熱望する。しかし蕃神を見て破滅する。
- 神官アタル - バルザイの弟子。師を失い一人生還する。
- 〈大地の神々〉（大いなるもの） - 神族。ドリームランドの人々の信仰の対象。エルフのような美しい容貌をしているという。かつてはハテグ＝クラ山に住んでいたが、人間を避けて凍てつく荒野のカダスに移住した。
- 〈異形の神々〉（蕃神） - 弱々しい大地の神々を守る、外なる地獄の神々。見ると死ぬ。
- ハテグ＝クラ山 - かつて神々が住んでいた霊峰。

### 関連作品
- ウルタールの猫 - 過去編。アタル幼少時の話。
- 未知なるカダスを夢に求めて - 続編。目覚めの世界からやって来たランドルフ・カーターが、神族の住むカダスを探す。アタルはカーターにやめておけと助言する。

### 収録
- 東京創元社『ラヴクラフト全集6』大瀧啓裕訳「蕃神」
- 国書刊行会『真ク・リトル・リトル神話大系5』山中清子訳「異形の神々」
- 国書刊行会『定本ラヴクラフト全集1』山中清子訳「異形の神々の峰」
- 星海社FICTIONS『未知なるカダスを夢に求めて 新訳クトゥルー神話コレクション4』森瀬繚訳「蕃神」
- 新潮文庫『アウトサイダー クトゥルー神話傑作選』南條竹則訳 「べつの神々」

## ドリームランドにおける蕃神（異形の神々）

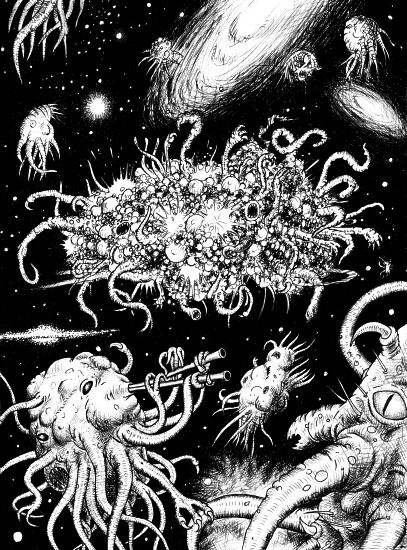
暗黒の房室で踊る蕃神ども。彼らの化身がナイアーラトテップである

ドリームランドには、蕃神と呼ばれる神々が存在する。ラヴクラフトの『蕃神』および『未知なるカダスを夢に求めて』に詳しい。ニュアンスは「外なる神」に近く、「外なる神」よりも用語として古い。
ドリームランドの住人は、夕映えの都カダスに住まう「大地の神々（＝地球本来の神々、大いなるもの）」を信仰する。地球本来の神々の対義語が、蕃神である。美しい人の姿をした神族に対照して、地球外の蕃神は異形の姿をしている。
カダスの神族を保護・後見する勢力が2つある。1つはノーデンス、もう1つはナイアーラトテップら蕃神（邪神）。
カダスの神族は、人間族に姿を見られることを嫌う。ノーデンス率いるナイトゴーント達は、近づいてくる人間達を妨害する。またナイアーラトテップ率いるシャンタク鳥も同様に人間から神族を守る。
這い寄る混沌ナイアーラトテップは、白痴の蕃神たちの魂にして使者である。ナイアーラトテップはアザトースに仕え、またガグ、ムーン・ビースト、レン人たちに崇拝される。アザトースの玉座では白痴の蕃神たちがフルートを奏でる。またガグ族は、蕃神（邪神）を崇拝したことで大地の神々の怒りを買い、地底世界へと追いやられたという経緯がある。
- ノーデンス派閥：ナイトゴーント（同盟者グール）
- ナイアーラトテップ派閥：アザトース、蕃神、ガグ、ムーンビースト、レン人、シャンタク鳥

## クトゥルフ神話における蕃神（異形の神々）
文字通り、地球本来の神々の対義語、地球外からやって来た神々のことである。そして非常に曖昧な言葉である。Other Gods。
神々の総称・代名詞として用いられる。外なる神、旧支配者、旧神、単なる他惑星の神など。そして何を指すかは場合によって変わる。TRPGルールブックでも整理し切れていない。
限定的には、魔王の周囲で踊り、使者を魂魄とする、盲目白痴の神々を指す。名無しのモブ神であるが、有する力は強大であり、人間や地球の神とは比較にもならない。

### 具体例
- 異形の神の幼生 【Larvae of The Other Gods、ありうべからざる異界の勢力】[2] 【異形の神の幼生、上級の独立種族（外なる神）、ありうべからざる異界の勢力】[3]
- 下級の異形の神たち【Lessor Other Gods、小神たち】[4]
- 下級の異形の神たちのサンプル[5]
- 雲怪物 【無名の外なる神】[6]
- シャビス＝カ 【下級の外なる神】[6]
- 星の母 【幽霊船の女神】[7]
- アザトースの使者 【上級の独立種族】[8]
- グルーン 【肉体を腐敗させるもの】：TRPGオリジナル神格（ラヴクラフトの小説にモデル有）。異形の神であることが強調されている神格。位置づけが「下級の異形の神」[9]→「グレート・オールド・ワン（旧支配者）」[10]と変遷する。また二次資料の『エンサイクロペディア・クトゥルフ』にて異形の神（下級の異形の神）とされる[11]。